# Карабудахкентский район
Карабудахке́нтский район (до 1992 года — Ленинский район; кум. Къарабудагъгентли якъ) — административно-территориальная единица и муниципальное образование (муниципальный район) в составе Республики Дагестан Российской Федерации.
Административный центр — село Карабудахкент.

## География
Район расположен на востоке Дагестана, у побережья Каспийского моря.
Граничит с районами республики: на юго-востоке — с Каякентским, на юге — с Сергокалинским, на юго-западе — с Левашинским, на западе — с Буйнакским, на севере — с Кумторкалинским районом. На севере также проходит граница с городами республиканского значения Махачкалой (c подчинёнными ему территориями) и Каспийском (соответственно с городскими округами город Махачкала и город Каспийск), а на юго-востоке — с городом республиканского значения Избербаш (и его городским округом).
Общая площадь территории района составляет — 1425,32 км².

## История
Предыстория
Территория района расположена на историко-географической области Кумыкия.
До XVIII вв. территория современного района входила в кумыкское феодальное государство — Тарковское шамхальство, со столицей в Тарки. В XVIII веке территория современного района входила в состав разных новообразованных кумыкских владений и ханств : часть в   «Карабудахкентское княжество» (бийлика) со столицей в Карабудахкенте, часть в Мехтулинское ханство (Доргели, Какашура, Параул) со столицами (попеременно) в Дженгутае и в Парауле, другая часть в составе Бамматулинского княжества со столицами в Кафыр-Кумухе и Казанище. От последних владений откололся в виде мелкого княжества Параул, в источниках упоминается его князем кумыкский бий Султан Ахмед-хан Аварский, ставший вследствие женитьбы на вдове аварского хана, ханом Аварии. Выше названные владения входили в виде удела в составе Тарковского шамхальства и управлялись представителями шамхальского дома.
В 1860 году после упразднения Тарковского шамхальства, территория современного района вошла в состав новообразованного Темир-Хан-Шуринского округа в составе так же новообразованной Дагестанской области с центром в Темир-Хан Шуре.
Современное время
Карабудахкентский район был образован декретом ВЦИК от 20.01.1921 года на базе Карабудахкентского участка Темир-Хан-Шуринского округа Дагестанской области. Декретом ВЦИК от 22 мая 1921 года район был включён в состав Махачкалинского района.
Вновь образован Постановлением ВЦИК от 23.01.1935 года из части территорий Буйнакского (Гелинский, Какашуринский и Параульский сельсоветы), Коркмаскалинского (Губденский сельсовет) и Махачкалинского (Карабудахкентский, Манаскентский и Уллубиевский сельсоветы) районов. Постановлением ПВС ДАССР от 14.09.1960 года был вновь упразднён, с передачей его территории Сергокалинскому и Ленинскому районам. Тем же постановлением районный центр Ленинского района был перенесён из города Махачкала в село Карабудахкент.
Указом ПВС РСФСР от 1.02.1963 года образован Ленинский сельский район с центром в городе Буйнакск, с включением в его состав территории упразднённого Буйнакского района и городов Махачкала и Каспийск. Указом ПВС РСФСР от 12.01.1965 года район восстановлен в прежних границах
Постановлением ПВС ДССР от 20.02.1992 года Ленинский район был переименован в Карабудахкентский район.

## Население
| 1939    | 1959    | 1970    | 1979    | 1989    | 2002    | 2009     | 2010     | 2011     | 2012     | 2013    | 2014    |
| ------- | ------- | ------- | ------- | ------- | ------- | -------- | -------- | -------- | -------- | ------- | ------- |
| 23 450  | ↘23 086 | ↗23 715 | ↗35 705 | ↗39 486 | ↗60 620 | ↗70 020  | ↗73 016  | ↗73 950  | ↗74 620  | ↗76 051 | ↗77 512 |
| 2015    | 2016    | 2017    | 2018    | 2019    | 2020    | 2021     | 2023     | 2024     | 2025     |         |         |
| ↗79 161 | ↗80 468 | ↗81 860 | ↗83 249 | ↗84 956 | ↗86 437 | ↗100 094 | ↗101 957 | ↗103 321 | ↗104 951 |         |         |

### Урбанизация
В городских условиях (пгт Ачи-Су и Манас) проживают 8,44 % населения района.

### Национальный состав
По данным Всероссийской переписи населения 2020—2021 года:
| Народ      | Численность, чел. | Доля от всего населения, % |
| ---------- | ----------------- | -------------------------- |
| кумыки     | 67 826            | 67,86 %                    |
| даргинцы   | 29 770            | 29,74 %                    |
| аварцы     | 732               | 0,73 %                     |
| лакцы      | 618               | 0,62 %                     |
| лезгины    | 364               | 0,36 %                     |
| другие     | 718               | 0,72 %                     |
| не указали | 566               | 0,57 %                     |
| всего      | 100 094           | 100,00 %                   |

По данным Всероссийской переписи населения 2010 года:
| Народ      | Численность, чел. | Доля от всего населения, % |
| ---------- | ----------------- | -------------------------- |
| кумыки     | 47 393            | 64,90 %                    |
| даргинцы   | 23 622            | 32,35 %                    |
| лакцы      | 658               | 0,90 %                     |
| аварцы     | 476               | 0,65 %                     |
| русские    | 130               | 0,17 %                     |
| другие     | 182               | 0,25 %                     |
| не указали | 555               | 0,76 %                     |
| всего      | 73 016            | 100,00 %                   |

## Территориальное устройство
Карабудахкентский район в рамках административно-территориального устройства включает посёлки (городского типа), сельсоветы и сёла.
Распределение населения района
 с. Карабудахкент (20,75 %) с. Губденский сельсовет (13,13 %) с. Кака-Шуринский сельсовет (9,65 %) с. Параул (9,2 %) с. Доргели (8,36 %) с. Гурбуки (7,06 %) остальные (31,85 %)
В рамках организации местного самоуправления в одноимённый муниципальный район входят 14 муниципальных образований, в том числе 2 городских и 12 сельских поселений, которым соответствуют посёлки (городского типа), сельсоветы и сёла:
| №        | Муниципальное образование | Административный центр | Количество населённых пунктов | Население (чел.) | Площадь (км²) |
| -------- | ------------------------- | ---------------------- | ----------------------------- | ---------------- | ------------- |
| 1e-06    | Городские поселения       |                        |                               |                  |               |
| 1        | посёлок Ачи-Су            | пгт Ачи-Су             | 1                             | ↗1915            | 0,24          |
| 2        | посёлок Манас             | пгт Манас              | 1                             | ↗6696            | 0,79          |
| 2.000002 | Сельские поселения        |                        |                               |                  |               |
| 3        | село Агачаул              | село Агачаул           | 1                             | ↗5133            | 21,50         |
| 4        | село Аданак               | село Аданак            | 1                             | ↗1836            | 12,50         |
| 5        | село Гели                 | село Гели              | 1                             | ↗3428            | 56,90         |
| 6        | сельсовет Губденский      | село Губден            | 4                             | ↗13 780          | 172,77        |
| 7        | село Гурбуки              | село Гурбуки           | 1                             | ↗7022            | 173,97        |
| 8        | село Доргели              | село Доргели           | 1                             | ↗8375            | 87,60         |
| 9        | село Зеленоморск          | село Зеленоморск       | 1                             | ↗1616            | 1,80          |
| 10       | сельсовет Кака-Шуринский  | село Кака-Шура         | 2                             | ↗10 125          | 107,86        |
| 11       | село Карабудахкент        | село Карабудахкент     | 1                             | ↗20 710          | 148,24        |
| 12       | село Манаскент            | село Манаскент         | 1                             | ↗6583            | 23,35         |
| 13       | село Параул               | село Параул            | 1                             | ↗9151            | 93,58         |
| 14       | село Уллубийаул           | село Уллубийаул        | 1                             | ↗4820            | 47,55         |

## Населённые пункты
В районе 18 населённых пунктов, из которых 2 городских населённых пункта — посёлка (городского типа) — и 16 сельских населённых пунктов:
| №  | Населённый пункт | Тип           | Население | Муниципальное образование |
| -- | ---------------- | ------------- | --------- | ------------------------- |
| 1  | Агачаул          | село          | ↗5311     | село Агачаул              |
| 2  | Аданак           | село          | ↗1914     | село Аданак               |
| 3  | Ачи-Су           | посёлок (пгт) | ↗1970     | посёлок Ачи-Су            |
| 4  | Гели             | село          | ↗3659     | село Гели                 |
| 5  | Губден           | село          | ↗10 135   | сельсовет Губденский      |
| 6  | Гурбуки          | село          | ↗7413     | село Гурбуки              |
| 7  | Джанга           | село          | ↗1343     | сельсовет Губденский      |
| 8  | Доргели          | село          | ↗8777     | село Доргели              |
| 9  | Зеленоморск      | село          | ↗1664     | село Зеленоморск          |
| 10 | Какамахи         | село          | ↗1702     | сельсовет Кака-Шуринский  |
| 11 | Кака-Шура        | село          | ↗7986     | сельсовет Кака-Шуринский  |
| 12 | Карабудахкент    | село          | ↗21 776   | село Карабудахкент        |
| 13 | Ленинкент        | село          | ↗1116     | сельсовет Губденский      |
| 14 | Манас            | посёлок (пгт) | ↗6891     | посёлок Манас             |
| 15 | Манаскент        | село          | ↗7037     | село Манаскент            |
| 16 | Параул           | село          | ↗9658     | село Параул               |
| 17 | Сираги           | село          | ↘527      | сельсовет Губденский      |
| 18 | Уллубийаул       | село          | ↗4976     | село Уллубийаул           |

## Комментарии
Комментарии
1. ↑  авар. Гъарабудагъкент мухъ, агул. Къарабудагъкент район, азерб. Qarabudaqkənd rayonu, дарг. Къарабудагъкентла къатI, кум. Къарабудагъгент якъ, лак. Къарабудагъкентал кIану, лезг. Къарабудагъкент район, ног. Карабудахкент район, рут. Къарабудагъкент район, таб. Къарабудагъкент район, татск. Карабудагъкент район, цахур. Къарабудагъкент район, чечен. Кхарабудахкентан кIошт.
2. ↑  Согласно конституции Дагестана, государственными языками на территории республики являются — русский, аварский, агульский, азербайджанский, даргинский, кумыкский, лакский, лезгинский, ногайский, рутульский, табасаранский, татский, цахурский и чеченский языки.